# Georg Bunsen
Georg Carl Adolph Bunsen (* 18. Februar 1794 in Frankfurt am Main; † 3. Oktober 1872 in Belleville (Illinois)) war ein deutsch-amerikanischer Pädagoge.

## Leben und Werk
Bunsen war der älteste Sohn des Frankfurter Münzmeisters Johann Georg Bunsen und Enkel von Philipp Christian Bunsen. Seine jüngeren Brüder waren Karl Bunsen und Gustav Bunsen. Sein Vetter war der Chemiker Robert Wilhelm Bunsen.
Nach seiner Gymnasialzeit nahm Bunsen als Freiwilliger an den Befreiungskriegen teil. Er studierte an der Humboldt-Universität zu Berlin Philosophie (Philologie). Während seines Studiums wurde er 1818 Mitglied der Alten Berliner Burschenschaft. Er ließ sich an der Cauerschen Anstalt zum Lehrer ausbilden. Nach der Promotion kehrte er nach Frankfurt zurück. Er war Anhänger der Pädagogik Johann Heinrich Pestalozzis und der Turn- und Nationalbewegung Friedrich Ludwig Jahns. 1820 gründete er im Haus Sonneck auf der Pfingstweide außerhalb des damals bebauten Stadtgebiet eine Lehr- und Erziehungsanstalt für Knaben. In seiner Anstalt bot er einigen verfolgten Burschenschaftern (Christian Hildebrand, Johann Martin Hodes, Eduard Kollhoff, Georg Michael Nahm und Adolph von Sprewitz) Unterschlupf als Lehrer. 1820 wurde er Mitglied des Frankfurter Männerbundes.
Wie seine Brüder beteiligte er sich an der Vorbereitung des Frankfurter Wachensturms am 3. April 1833. Nachdem der Aufstand gescheitert war, versteckte er seinen steckbrieflich gesuchten Bruder Gustav fünf Wochen lang in seinem Haushalt, bis ihm die Flucht nach Frankreich gelang. Gustav wanderte in die Vereinigten Staaten aus. Auch Bernhard Lizius unterstützte er bei dessen Flucht. Am 2. März 1834 folgte Georg seinem Bruder. Er ließ sich in Belleville (Illinois) nieder, wo er eine neue Pestalozzi-Schule gründete. 
Das Frankfurter Institut ging an Johann Ludwig Georg Stellwag über. Es wurde später mit der 1844 von Nicolaus Hadermann gegründeten medizinisch-gymnastischen Anstalt für Mädchen fusioniert und in den Weißen Hirsch am Großen Hirschgraben verlegt. Später zog es in die Neue Mainzer Straße um.